# Temporada 1994-95 de los Miami Heat
La temporada 1994-95 fue la séptima de los Miami Heat en la NBA. La temporada regular acabó con 32 victorias y 50 derrotas, ocupando el undécimo puesto de la conferencia Este, no logrando clasificarse para los playoffs.

## Elecciones en elDraft
| Ronda | Puesto | Jugador       | Posición | Nacionalidad   | Universidad |
| ----- | ------ | ------------- | -------- | -------------- | ----------- |
| 1     | 12     | Khalid Reeves | Base     | Estados Unidos | Arizona     |

## Temporada regular
| División Atlántico | División Atlántico | División Atlántico | División Atlántico | División Atlántico | División Atlántico | División Atlántico | División Atlántico | División Atlántico |
| Equipo             | G                  | P                  | %                  | PD                 | Casa               | Fuera              | Div                |                    |
| ------------------ | ------------------ | ------------------ | ------------------ | ------------------ | ------------------ | ------------------ | ------------------ | ------------------ |
| y-Orlando Magic    | 57                 | 25                 | .695               | —                  | 39–2               | 18–23              | 18–10              |                    |
| x-New York Knicks  | 55                 | 27                 | .671               | 2                  | 29–12              | 26–15              | 23–5               |                    |
| x-Boston Celtics   | 35                 | 47                 | .427               | 22                 | 20–21              | 15–26              | 14–14              |                    |
| Miami Heat         | 32                 | 50                 | .390               | 25                 | 22–19              | 10–31              | 9–19               |                    |
| New Jersey Nets    | 30                 | 52                 | .366               | 27                 | 20–21              | 10–31              | 13–15              |                    |
| Philadelphia 76ers | 24                 | 58                 | .293               | 33                 | 14–27              | 10–31              | 12–16              |                    |
| Washington Bullets | 21                 | 61                 | .256               | 36                 | 13–28              | 8–33               | 9–19               |                    |

## Estadísticas

### Temporada regular
| Rk | Jugador         | Edad | P  | PT | MP   | TC  | TCI  | %TC  | T3  | T3I | %T3  | TL  | TLI  | %TL  | RO  | RD  | RT   | AS  | RB  | TAP | BP  | FP  | PTS  |
| -- | --------------- | ---- | -- | -- | ---- | --- | ---- | ---- | --- | --- | ---- | --- | ---- | ---- | --- | --- | ---- | --- | --- | --- | --- | --- | ---- |
| 1  | Glen Rice       | 27   | 82 | 82 | 36.8 | 8.1 | 17.1 | .475 | 2.3 | 5.5 | .410 | 3.8 | 4.5  | .855 | 1.2 | 3.4 | 4.6  | 2.3 | 1.4 | 0.2 | 1.9 | 2.5 | 22.3 |
| 2  | Kevin Willis    | 32   | 65 | 61 | 35.4 | 7.0 | 15.0 | .469 | 0.0 | 0.2 | .214 | 3.0 | 4.3  | .691 | 3.3 | 7.4 | 10.7 | 1.3 | 0.9 | 0.5 | 2.4 | 3.2 | 17.1 |
| 3  | Billy Owens     | 25   | 70 | 60 | 32.8 | 5.8 | 11.7 | .491 | 0.0 | 0.3 | .091 | 2.8 | 4.5  | .620 | 2.9 | 4.3 | 7.2  | 3.5 | 1.1 | 0.4 | 2.9 | 2.9 | 14.3 |
| 4  | Bimbo Coles     | 26   | 68 | 65 | 32.5 | 3.8 | 8.9  | .430 | 0.2 | 1.1 | .211 | 2.1 | 2.6  | .810 | 0.7 | 2.1 | 2.8  | 6.1 | 1.5 | 0.2 | 2.3 | 2.7 | 10.0 |
| 5  | Grant Long      | 28   | 2  | 2  | 31.0 | 2.5 | 6.0  | .417 | 0.0 | 0.0 |      | 3.0 | 5.0  | .600 | 0.5 | 5.0 | 5.5  | 2.0 | 1.0 | 0.0 | 2.0 | 5.5 | 8.0  |
| 6  | Steve Smith     | 25   | 2  | 2  | 31.0 | 5.5 | 14.5 | .379 | 1.0 | 6.0 | .167 | 8.5 | 11.0 | .773 | 2.0 | 1.0 | 3.0  | 3.5 | 1.0 | 0.5 | 2.0 | 4.5 | 20.5 |
| 7  | John Salley     | 30   | 75 | 50 | 26.1 | 2.6 | 5.3  | .499 | 0.0 | 0.0 |      | 2.0 | 2.8  | .739 | 1.5 | 3.0 | 4.5  | 1.6 | 0.6 | 1.1 | 1.3 | 3.7 | 7.3  |
| 8  | Matt Geiger     | 25   | 74 | 43 | 23.1 | 3.5 | 6.6  | .536 | 0.1 | 0.1 | .400 | 1.3 | 1.9  | .650 | 2.0 | 3.6 | 5.6  | 0.7 | 0.6 | 0.7 | 1.5 | 3.3 | 8.3  |
| 9  | Khalid Reeves   | 22   | 67 | 17 | 21.8 | 3.1 | 6.9  | .443 | 1.0 | 2.6 | .392 | 2.1 | 2.9  | .714 | 0.8 | 2.0 | 2.8  | 4.3 | 1.1 | 0.1 | 2.0 | 2.1 | 9.2  |
| 10 | Harold Miner    | 23   | 45 | 16 | 19.4 | 2.7 | 6.8  | .403 | 0.3 | 1.1 | .286 | 1.5 | 2.1  | .726 | 0.8 | 1.8 | 2.6  | 1.5 | 0.3 | 0.1 | 1.7 | 1.9 | 7.3  |
| 11 | Keith Askins    | 27   | 50 | 5  | 17.1 | 1.6 | 4.1  | .391 | 0.4 | 1.6 | .269 | 0.9 | 1.1  | .807 | 1.7 | 2.2 | 4.0  | 0.8 | 0.7 | 0.3 | 0.5 | 2.2 | 4.6  |
| 12 | Ledell Eackles  | 28   | 54 | 6  | 16.6 | 2.6 | 6.0  | .439 | 0.3 | 0.8 | .439 | 1.7 | 2.3  | .722 | 0.6 | 1.1 | 1.8  | 1.3 | 0.4 | 0.0 | 1.0 | 1.6 | 7.3  |
| 13 | Kevin Gamble    | 29   | 77 | 0  | 15.9 | 2.9 | 5.8  | .489 | 0.5 | 1.3 | .398 | 1.1 | 1.4  | .784 | 0.4 | 1.2 | 1.6  | 1.5 | 0.7 | 0.1 | 0.6 | 1.7 | 7.4  |
| 14 | Brad Lohaus     | 30   | 61 | 1  | 12.0 | 1.6 | 3.8  | .420 | 1.0 | 2.5 | .406 | 0.2 | 0.2  | .667 | 0.5 | 1.2 | 1.7  | 0.7 | 0.3 | 0.4 | 0.5 | 1.4 | 4.4  |
| 15 | Kevin Pritchard | 27   | 14 | 0  | 11.3 | 0.9 | 2.1  | .448 | 0.1 | 0.4 | .400 | 1.1 | 1.2  | .882 | 0.0 | 0.8 | 0.8  | 1.6 | 0.1 | 0.1 | 0.5 | 1.4 | 3.1  |